# Justine Dufour-Lapointe
Justine Dufour-Lapointe (Montreal, 25 de marzo de 1994) es una esquiadora acrobática canadiense. Fue campeona en la competición de mogul en los Juegos Olímpicos de Sochi 2014. En esa ocasión, su hermana, Chloe Dufour-Lapointe, obtuvo la plata, por lo que fue la primera ocasión en la historia olímpica en la que dos hermanas canadienses compartían podio.
Por otra parte, con diecinueve años de edad, se convirtió en la esquiadora acrobática más joven en ganar un oro olímpico. En el Campeonato Mundial de Esquí Acrobático de 2015 fue la campeona mundial de la competición femenina de mogul. En los Juegos Olímpicos de Pyeongchang 2018, logró la plata en el mismo evento.

## Carrera
Justine Dufour-Lapointe inició su carrera en la Copa del Mundo de Esquí Acrobático 2010-11. En esa temporada, a los dieciséis años se convirtió en la mujer más joven en ganar una competición de mogul de la Copa Mundial de la Federación Internacional de Esquí (FIS), al ganar tal evento en Sainte-Adèle. Sus dos hermanas, Chloé Dufour-Lapointe y Maxime Dufour-Lapointe, también compiten en las pruebas de mogul.
En el Campeonato Mundial de Esquí Acrobático de 2013, se posicionó en el tercer lugar del evento de mogul con 23.48 puntos, por detrás de la canadiense Hannah Kearney y la japonesa Miki Itō. Dufour-Lapointe sufrió una caída durante la clasificación, pero logró un segundo recorrido lo suficientemente bueno como para pasar a la final. Al respecto, declaró «Estoy muy feliz por mi medalla de hoy, aunque no es tanto por la medalla como por el camino que tomó alcanzarla. Fue difícil, pero lo logré».
En los Juegos Olímpicos de Sochi 2014, participó en el mogul junto con sus hermanas. Esta fue la quinta ocasión en la que tres hermanos competían en el mismo evento en unos Juegos Olímpicos de invierno. Finalizó el evento en la primera posición con 22.44 puntos, mientras que su hermana Chloé alcanzó el segundo lugar con un puntaje de 21.66. Con ese resultado, se convirtió en la esquiadora acrobática más joven en ganar un oro olímpico.
Asimismo, estas fueron las primeras medallas de oro y plata para Canadá en esos olímpicos. Declaró sobre competir con su hermana «Sostener la mano de Chloé significó que no estaba sola. Estaba conmocionada. La vi y me sentí calmada. Sabía que sostener su mano se sentiría más como mi hogar».
En el Campeonato Mundial de Esquí Acrobático de 2015, ganó su primer título mundial en el evento de mogul con 87.25 puntos. Sobre el oro, indicó «Mi plan era simple. Quería encontrar un equilibrio entre velocidad y técnica. Me mantuve calmada y concentrada a lo largo del día. [...] Es un sueño hecho realidad tener la medalla de oro olímpica y ahora la medalla de oro del Campeonato Mundial. Crecí mucho desde los Juegos Olímpicos y aprendí mucho. Esa experiencia me ayudó en esta ocasión». También en ese campeonato obtuvo la medalla de plata en la competencia de mogul doble.
Llegó a los Juegos Olímpicos de Pyeongchang 2018 no como favorita y con problemas para entrar en los podios con su regularidad habitual. No obstante, se clasificó a las finales de la competencia de mogul y en ellas finalizó en la segunda posición con 78.65 puntos, con menos de una décima de punto de diferencia con el primer lugar, la francesa Perrine Laffont.

## Medallero internacional
| Juegos Olímpicos   | Juegos Olímpicos            | Juegos Olímpicos  | Juegos Olímpicos   |
| Año                | Lugar                       | Medalla           | Competición        |
| ------------------ | --------------------------- | ----------------- | ------------------ |
| 2014               | Sochi (Rusia)               | Medalla de oro    | Baches             |
| 2018               | Pyeongchang (Corea del Sur) | Medalla de plata  | Baches             |
| Campeonato Mundial |                             |                   |                    |
| Año                | Lugar                       | Medalla           | Competición        |
| 2013               | Oslo/Voss (Noruega)         | Medalla de bronce | Baches             |
| 2015               | Kreischberg (Austria)       | Medalla de oro    | Baches             |
| 2015               | Kreischberg (Austria)       | Medalla de plata  | Baches en paralelo |
| 2017               | Sierra Nevada (España)      | Medalla de bronce | Baches             |